# Pierre Folle (Montguyon)
Pour les articles homonymes, voir Pierre Folle.
La Pierre Folle est un ensemble mégalithique composé d'un dolmen et d'une allée couverte situé à Montguyon, dans le département français de la Charente-Maritime. Il s'agit du « plus imposant et du plus majestueux » mégalithe du département.

## Protection
Grâce à l'intervention de Louis-Benjamin Fleuriau de Bellevue le monument échappa à la destruction et fut classé au titre des monuments historiques en 1889.

## Description
L'édifice mesure 16 m, de longueur pour 3 m de largeur et 4 m de hauteur dans sa partie la plus élevée. Il se compose d'un dolmen, de type angoumoisin, et d'une allée couverte, de type aquitain, édifiés à deux époques différentes. Toutes les dalles sont en grès d'origine locale, elles «proviendraient d'un rayon de 2,5 km autour du site».

### L'allée couverte
L'allée couverte est orientée est-ouest et ouvre à l'est. Elle mesure 9,50 m de longueur et 1 m de largeur. Elle se compose de neuf orthostates, de hauteur décroissante depuis le fond vers l'entrée, et d'une dalle de chevet. L'ensemble est recouvert de deux tables de couverture encore en place, dont la plus importante mesure 1,40 m d'épaisseur et dont le poids est estimé à 30 t,. Une troisième table est visible renversée en dehors de l'allée. Le sol de l'allée était recouvert d'un pavement en bloc de calcaire liés par un mortier.
La première dalle située à gauche de l'entrée est creusée de deux auges, tels « des bénitiers ». Des dalles du côté nord de l'allée comportent sur leur face intérieure des entailles qui pourraient avoir été creusées «pour le transport ou l'édification des pierres». Des cupules sont visibles sur plusieurs dalles et plusieurs orthostates comportent des gravures serpentiformes. Elles sont situées sur la face externe des dalles, côté tumulus, ce qui indiquent qu'elles sont postérieures à sa destruction ou antérieures à la construction de l'édifice. D'autres graffitis, beaucoup plus récents, sont aussi visibles.

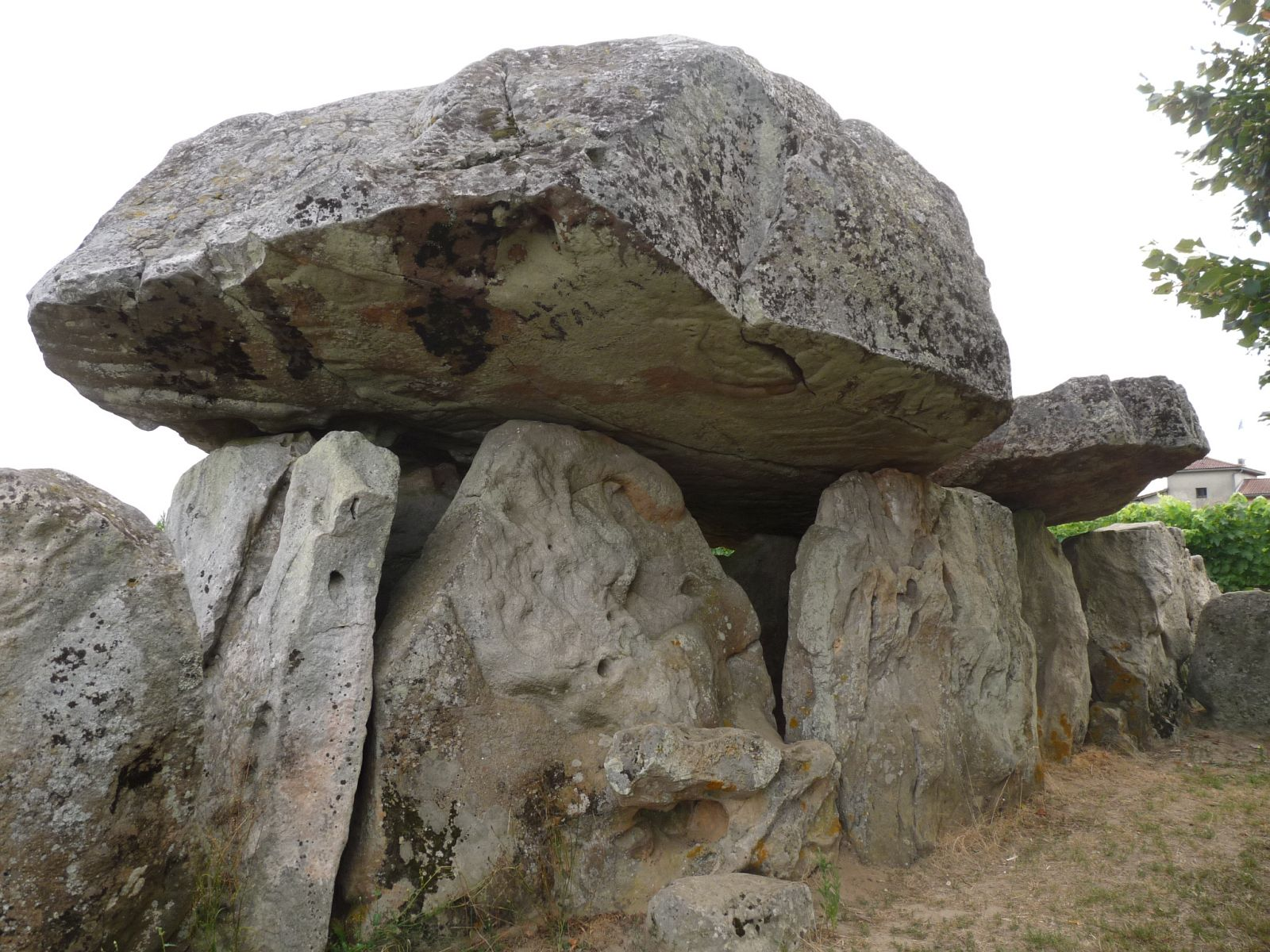
La table monumentale de l'allée couverte.
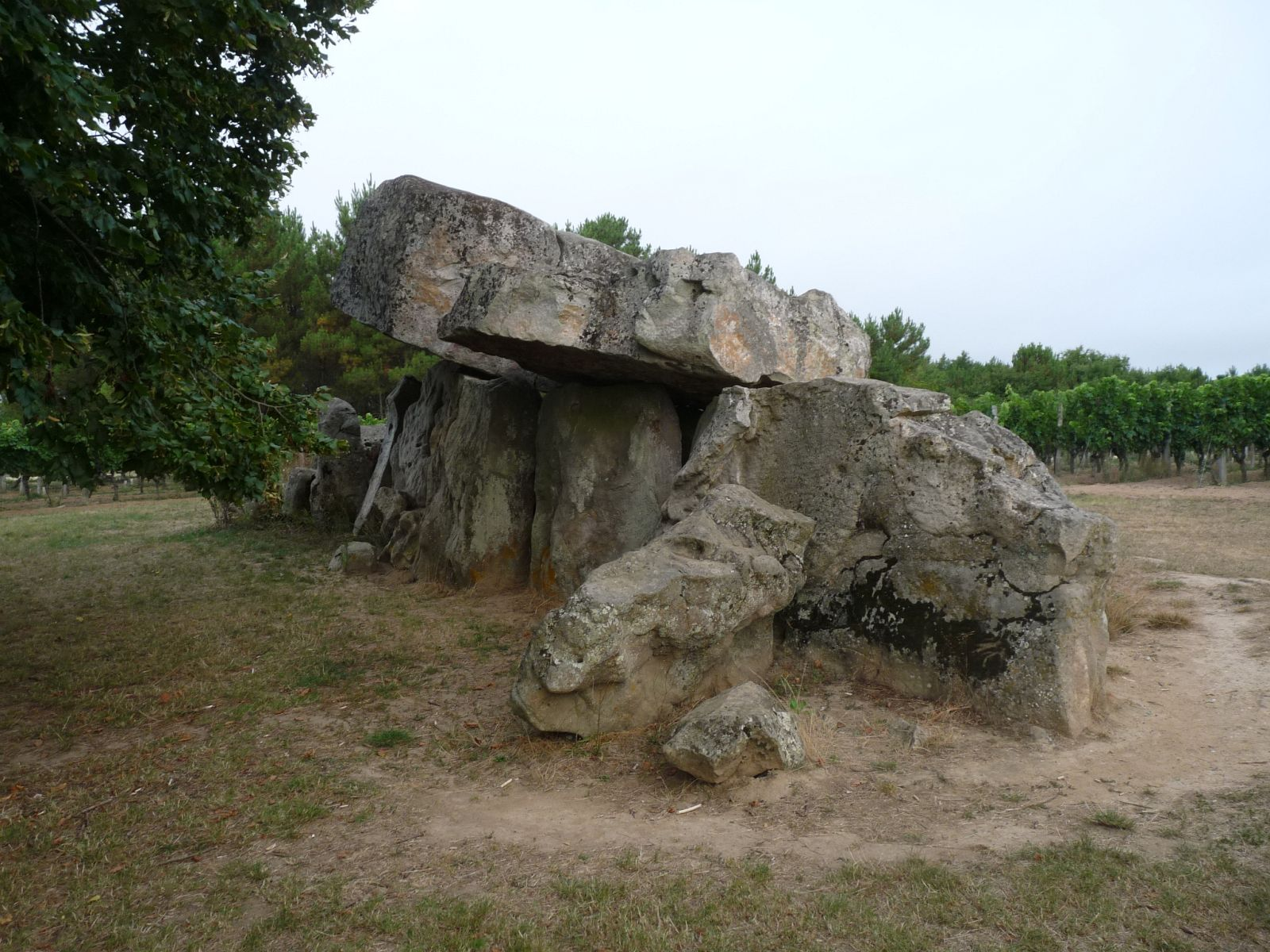
Au premier plan, le dolmen ruiné.
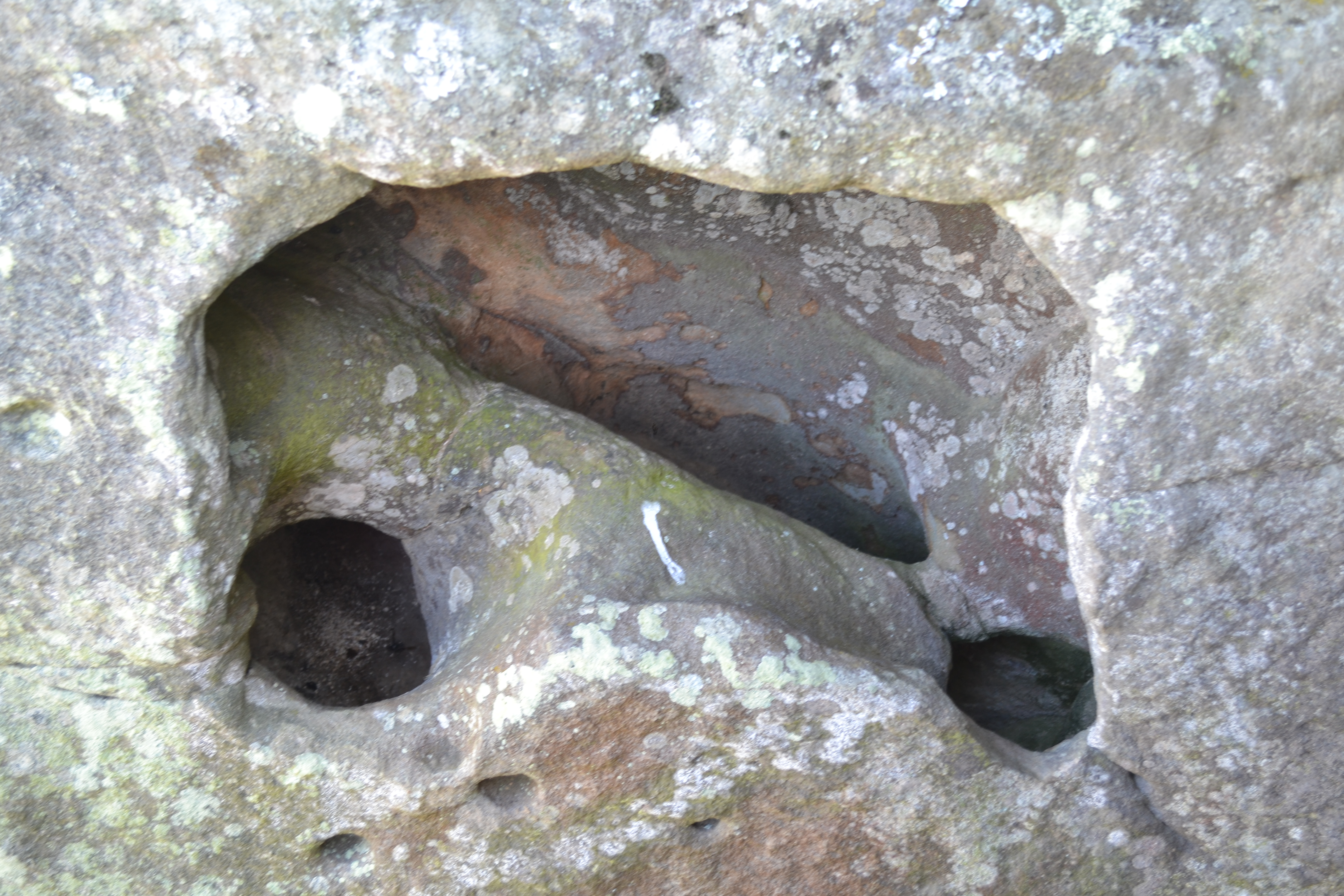
Un « bénitier ».
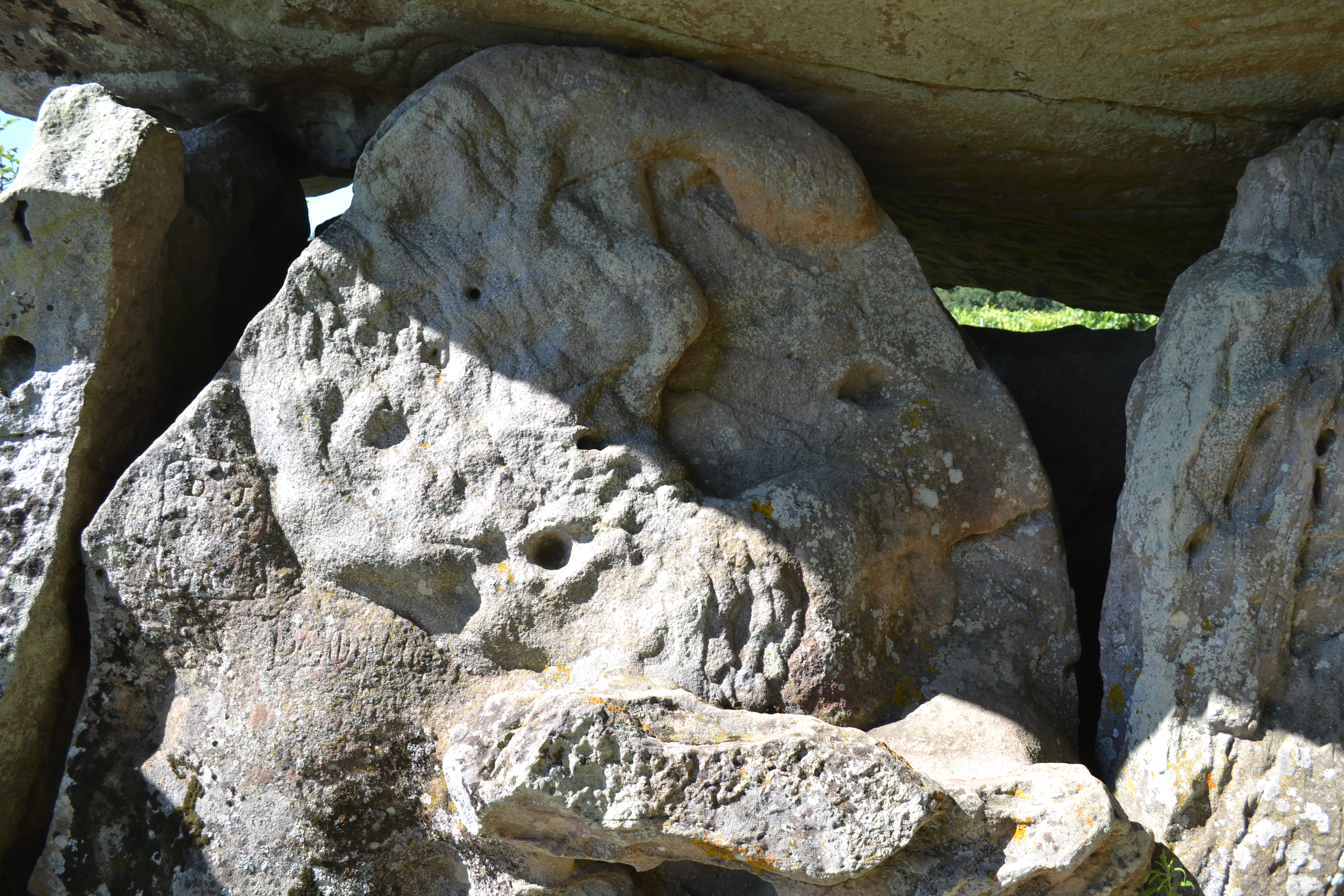
Gravures serpentiformes, cupules et graffiti modernes.

### Le dolmen
Le dolmen est situé dans le prolongement nord-ouest de l'allée couverte et son édification lui est antérieure d'au moins 500 ans. Il est désormais ruiné. C'est un dolmen de type angoumoisin, constitué de quatre orthostates délimitant une chambre quadrangulaire de 3 m de long sur 2 m de large. Un couloir perpendiculaire à l'allée, délimité par deux orthostates sur 2,50 m de longueur, permettait d’accéder à la chambre. Ce couloir ouvre au nord, ce qui n'est pas très fréquent. L'orthostate du côté droit comporte lui aussi une auge, « en bénitier », creusée dans l'épaisseur de la dalle. L'ensemble était recouvert de deux tables de couverture désormais renversées au sol.

## Fouilles et datation
Le monument fut fouillé en 1840 par Camille Duteil et en 1874 par Gassier et François Daleau. Des crânes et ossements humains ainsi qu'un riche matériel funéraire (pointes de flèches, outils en silex et haches polies, une défense de sanglier, des fragments de poterie, une urne en terre contenant des os calcinés) furent retrouvés mais il est désormais perdu hormis une petite hache polie de couleur verte. Duteil découvrit à l'intérieur des auges-bénitiers de l'allée «des pointes de flèches et de lances en serpentine».
L'allée couverte aurait été érigée vers 3 500 av. J.-C au Néolithique moyen régional. Son édification pourrait être attribuée au groupe de Roquefort. L'ensemble fut réutilisé par la suite à différentes époques.

## Folklore
Selon une légende locale, l'édifice fait trois tours sur lui-même aux douze coups de minuit le soir de Noël. Selon une autre tradition, les pierres de construction viendraient du ciel et auraient été assemblées par la Sainte Vierge. Une dernière croyance veut que ce soit Charlemagne qui aurait édifié le monument pour bombarder Montlieu.